# Lijst van voetbalinterlands Nicaragua - Verenigde Staten
Deze lijst van voetbalinterlands is een overzicht van alle officiële voetbalwedstrijden tussen de nationale teams van Nicaragua en de Verenigde Staten. De landen hebben tot op heden een keer tegen elkaar gespeeld. Dat was een groepswedstrijd tijdens de CONCACAF Gold Cup 2017 op 16 juli 2017 in Cleveland.

## Wedstrijden
| № | Plaats    | Datum        | Competitie             | Wedstrijd                    | Uitslag |
| - | --------- | ------------ | ---------------------- | ---------------------------- | ------- |
| 1 | Cleveland | 16 juli 2017 | CONCACAF Gold Cup 2017 | Nicaragua − Verenigde Staten | 0 − 3   |

## Samenvatting
| Competitie        | Totaal gespeeld | Winst Nicaragua | Gelijk | Winst Verenigde Staten | Doelsaldo Nicaragua – Verenigde Staten |
| ----------------- | --------------- | --------------- | ------ | ---------------------- | -------------------------------------- |
| CONCACAF Gold Cup | 1               | 0               | 0      | 1                      | 0 − 3                                  |
| Totaal            | 1               | 0               | 0      | 1                      | 0 − 3                                  |

## Details

### Eerste ontmoeting
| CONCACAF Gold Cup 2017 (Cleveland, Verenigde Staten, 15 juli 2017): |       |                                               |
| Nicaragua                                                           | 0 – 3 | Verenigde Staten                              |
|                                                                     | goals | 36' Joe Corona 56' Kelyn Rowe 88' Matt Miazga |

FNF · 
A-internationals · 
Nicaraguaans vrouwenelftal
Anguilla ·
Argentinië ·
Bahama's ·
Barbados ·
Belize ·
Bermuda ·
Bolivia ·
Colombia ·
Costa Rica ·
Cuba ·
Curaçao ·
Dominica ·
Dominicaanse Republiek ·
El Salvador ·
Ghana ·
Guatemala ·
Haïti ·
Honduras ·
Iran ·
Jamaica ·
Kaaimaneilanden ·
Mexico ·
Montserrat ·
Nederlandse Antillen ·
Panama ·
Paraguay ·
Peru ·
Puerto Rico ·
Saint Kitts en Nevis ·
Saint Vincent en de Grenadines ·
Suriname ·
Trinidad en Tobago ·
Turks- en Caicoseilanden ·
Uruguay ·
Venezuela ·
Verenigde Staten
USSF · A-internationals · Selecties · Bondscoaches · Amerikaans vrouwenelftal · Olympisch elftal · USA -21 · USA -20 · USA -19 · USA -18 · USA -17
1885 – 1919 · 
1920 – 1929 · 
1930 – 1939 · 
1940 – 1949 · 
1950 – 1959 · 
1960 – 1969 · 
1970 – 1979 · 
1980 – 1989 · 
1990 – 1999 · 
2000 – 2009 · 
2010 – 2019 ·
2020 − 2029
CA 1993 · 
CA 1995 · 
CA 2007 · 
CA 2016
CC 1992 · 
CC 1999 · 
CC 2003 · 
CC 2009
WK 1930 · 
WK 1934 · 
WK 1950 · 
WK 1990 · 
WK 1994 · 
WK 1998 · 
WK 2002 · 
WK 2006 · 
WK 2010 · 
WK 2014
OS 1904 · 
OS 1924 · 
OS 1928 · 
OS 1936 · 
OS 1948 · 
OS 1952 · 
OS 1956 · 
OS 1972 · 
OS 1984 · 
OS 1988 · 
OS 1992 · 
OS 1996 · 
OS 2000 · 
OS 2008
Algerije ·
Antigua en Barbuda ·
Argentinië ·
Armenië ·
Australië ·
Azerbeidzjan ·
Barbados ·
België ·
Belize ·
Bermuda ·
Bolivia ·
Bosnië en Herzegovina ·
Brazilië ·
Canada ·
Chili ·
China ·
Colombia ·
Costa Rica ·
Cuba ·
Curaçao ·
Denemarken ·
DDR ·
Duitsland ·
Ecuador ·
Egypte ·
El Salvador ·
Engeland ·
Estland ·
Finland ·
Frankrijk ·
Ghana ·
GOS ·
Grenada ·
Griekenland ·
Guatemala ·
Guyana ·
Haïti ·
Honduras ·
Hongarije ·
Ierland ·
IJsland ·
Iran ·
Israël ·
Italië ·
Ivoorkust ·
Jamaica ·
Japan ·
Joegoslavië ·
Kaaimaneilanden ·
Kameroen ·
Koeweit ·
Letland ·
Liechtenstein ·
Luxemburg ·
Malta ·
Marokko ·
Martinique ·
Mexico ·
Moldavië ·
Nederland ·
Nederlandse Antillen ·
Nicaragua ·
Nieuw-Zeeland ·
Nigeria ·
Noord-Ierland ·
Noord-Korea ·
Noord-Macedonië ·
Noorwegen ·
Oekraïne ·
Oezbekistan ·
Oman ·
Oostenrijk ·
Panama ·
Paraguay ·
Peru ·
Polen ·
Portugal ·
Puerto Rico ·
Qatar ·
Roemenië ·
Rusland ·
Saint Kitts en Nevis ·
Saint Vincent en de Grenadines ·
Saoedi-Arabië ·
Schotland ·
Servië ·
Slovenië ·
Slowakije ·
Sovjet-Unie ·
Spanje ·
Thailand ·
Trinidad en Tobago ·
Tsjechië ·
Tsjecho-Slowakije ·
Tunesië ·
Turkije ·
Uruguay ·
Venezuela ·
Wales ·
Zuid-Afrika ·
Zuid-Korea ·
Zweden ·
Zwitserland
Algerije (2010) ·
België (2014) ·
Brazilië (2009, 2) ·
Duitsland (2014) ·
Engeland (2010) ·
Ghana (2006) · 
Ghana (2014) · 
Italië (2006) · 
Nederland (2022) ·
Portugal (2014) ·
Slovenië (2010) ·
Tsjechië (2006)